# Bernhard Langer

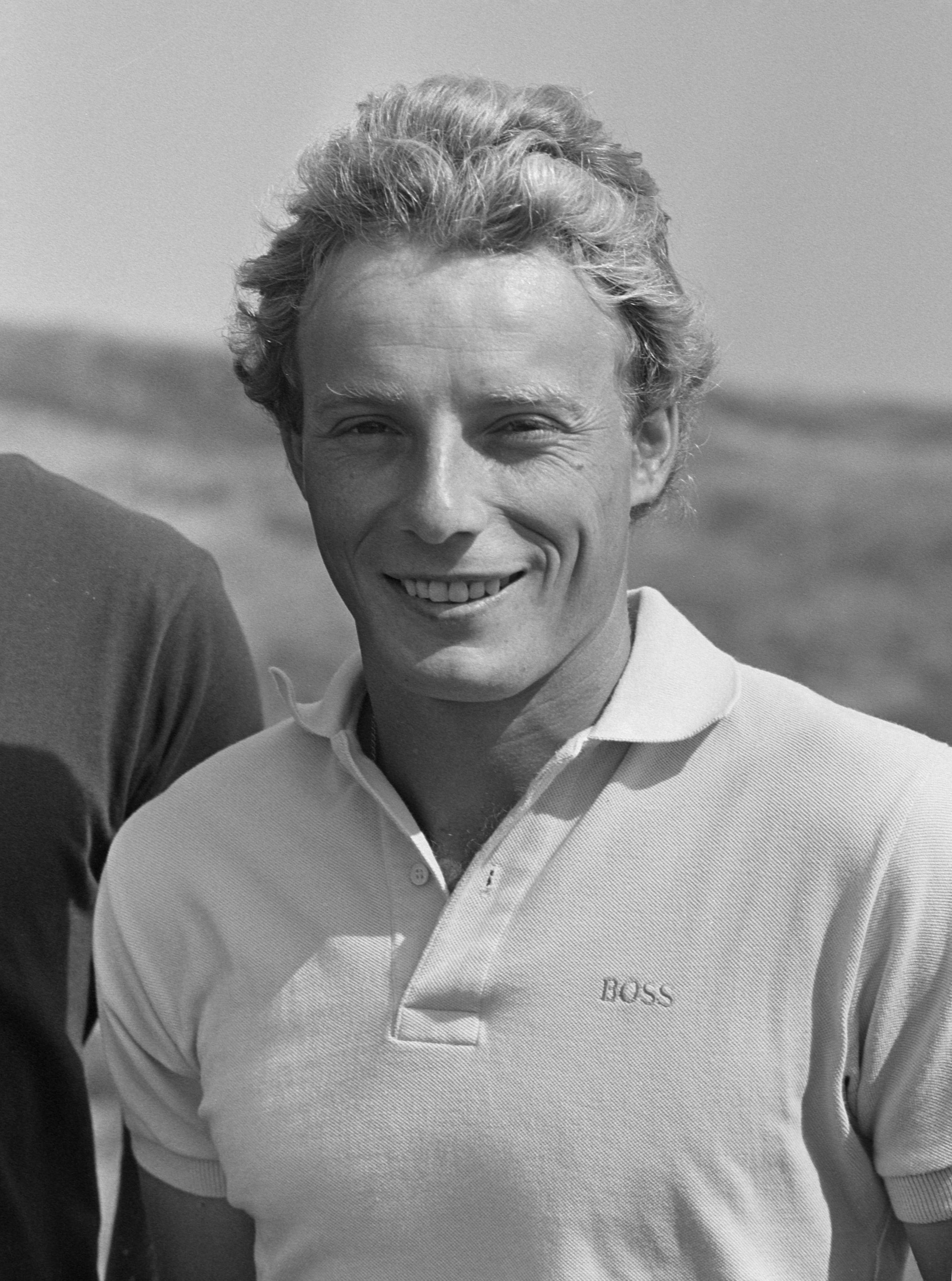
Bernhard Langer en 1985.

Bernhard Langer (Anhausen (cerca de Augsburgo), Alemania, 27 de agosto de 1957) es un golfista profesional. En 2002 fue nombrado para el Salón de la Fama del Golf Mundial. 
Jugador muy precoz, siendo aún amateur ya en 1974 ganó su primer torneo profesional, el German National Open Championship. Convertido ya en profesional en 1976, lo volvió a ganar en 1977 y 1979, trece veces en total. Inició su andadura en el circuito europeo en 1976, venciendo por primera vez en una competición europea en 1980. Junto con Severiano Ballesteros ostenta el récord de haber logrado una victoria por lo menos durante 17 años consecutivos. El cenit de su carrera lo alcanzó al vencer dos veces en los Masters de 1985 y 1993.
También es famoso por su participación en la Ryder Cup con la selección europea. Pertenece a la generación dorada de Europa que consiguió la primera victoria en la Ryder Cup de 1985 junto con Severiano Ballesteros, Nick Faldo o Ian Woosnam. Es uno de los jugadores más prolíficos, pues ha participado en diez ediciones como jugador, anotando 24 puntos en 42 partidos, lo que lo ubica tercero en el historial europeo por detrás de Sergio García y Nick Faldo. Uno de los episodios más conocidos es su duelo en 1991 con Hale Irvin en Kiawah Island, donde falló un putt de 1,5 m para la victoria, con lo cual empató con este y cedió medio punto. Esto permitió a los EE. UU. recuperar la copa después de tres campañas infructuosas. En 2004 fue el capitán del equipo que ganó el Ryder Cup en los EE. UU. por 18,5 contra 9,5 puntos.
A lo largo de su carrera, Langer ha combatido los "yips", término usado para denominar reacciones nerviosas de las manos durante el golpe de putt. Cambió el grip de su putter en numerosas ocasiones para tratar de solucionar el problema; cuando estaba en el momento de mayor éxito de su carrera, fue cuando más acusó el problema.

## Victorias en el Circuito Europeo (40)
- 1980 Dunlop Masters
- 1981 German Open, Bob Hope British Classic
- 1982 Lufthansa German Open
- 1983 Italian Open, Glasgow Golf Classic, St. Mellion Timeshare TPC
- 1984 Peugeot Open de Francia, KLM Dutch Open, Carroll's Irish Open, Benson & Hedges Spanish Open
- 1985 Lufthansa German Open, Panasonic European Open
- 1986 German Open, Lancome Trophy
- 1987 Whyte & Mackay PGA Championship, Carroll's Irish Open
- 1988 Epson Grand Prix of Europe
- 1989 Peugeot Spanish Open, German Masters
- 1990 Cepsa Madrid Open, Austrian Open
- 1991 Benson & Hedges International Open, Mercedes German Masters
- 1992 Heineken Dutch Open, Honda Open
- 1993 Volvo PGA Championship, Volvo German Open
- 1994 Murphy's Irish Open, Volvo Masters
- 1995 Volvo PGA Championship, Deutsche Bank Open TPC of Europe, Smurfit European Open
- 1997 Conte Of Florence Italian Open, Benson & Hedges International Open, Chemapol Trophy Czech Open, Linde German Masters
- 2001 The TNT Open, Linde German Masters
- 2002 Volvo Masters (compartido con Colin Montgomerie)

## Victorias en el circuito PGA (3)
- 1985 Masters de Augusta, Sea Pines Heritage
- 1993 Masters de Augusta

The Masters no contó como torneo del circuito europeo hasta el año 1997.

## Victorias en el Champions Tour (47)
- 2007 Administaff Small Business Classic
- 2008 Toshiba Classic, Ginn Championship Hammock Beach Resort, Administaff Small Business Classic
- 2009 Mitsubishi Electric Championship at Hualalai, Liberty Mutual Legends of Golf, Triton Financial Classic, 3M Championship
- 2010 Allianz Championship, Outback Steakhouse Pro-Am, The Senior Open Championship, US Senior Open Championship, Boeing Classic
- 2011 The ACE Group Classic
- 2012 3M Championship, SAS Championship
- 2013 ACE Group Classic, Greater Gwinnett Championship
- 2014 Mitsubishi Electric Championship at Hualalai, Insperity Invitational, Constellation Senior Players Championship, The Senior Open Championship, Dick's Sporting Goods Open
- 2015 Constellation Senior Players Championship, San Antonio Championship
- 2016 Chubb Classic, Regions Tradition, Constellation Senior Players Championship, Boeing Classic
- 2017 Mitsubishi Electric Championship at Hualalai, Regions Tradition, Senior PGA Championship, The Senior Open Championship, PURE Insurance Championship, Dominion Energy Charity Classic, PowerShares QQQ Championship
- 2018 Insperity Invitational, SAS Championship
- 2019 Oasis Championship, The Senior Open Championship presented by Rolex
- 2020-2021 Cologuard Classic, Dominion Energy Charity Classic
- 2022 Chubb Classic, TimberTech Championship
- 2023 Chubb Classic, U.S. Senior Open Championship
- 2024 Charles Schwab Cup Championship

## Otras victorias
- 1974 German National Open Championship (como amateur)
- 1975 German National Open Championship
- 1977 German National Open Championship
- 1979 German National Open Championship, Cacharel Under-25s Championship (by 17 strokes)
- 1980 Colombian Open
- 1983 Casio World Open (Japón), Johnnie Walker Tournament
- 1984 German National Open Championship
- 1985 Australian Masters, German National Open Championship
- 1986 German National Open Championship, Million Dollar Challenge (Sudáfrica)
- 1987 German National Open Championship
- 1988 German National Open Championship
- 1989 German National Open Championship
- 1990 German National Open Championship
- 1991 German National Open Championship, Hong Kong Open, Sun City Million Dollar Challenge (Sudáfrica)
- 1992 German National Open Championship
- 1993 Copa Mundial de Golf (individual)
- 1996 Alfred Dunhill Masters (Hong Kong)
- 1997 Argentinian Masters

## Resultados en losmajors
| Torneo               | 1976 | 1977 | 1978 | 1979 |
| -------------------- | ---- | ---- | ---- | ---- |
| Masters de Augusta   | DNP  | DNP  | DNP  | DNP  |
| U. S. Open           | DNP  | DNP  | DNP  | DNP  |
| Abierto Británico    | CUT  | DNP  | CUT  | DNP  |
| Campeonato de la PGA | DNP  | DNP  | DNP  | DNP  |

| Torneo               | 1980 | 1981 | 1982 | 1983 | 1984 | 1985 | 1986 | 1987 | 1988 | 1989 |
| -------------------- | ---- | ---- | ---- | ---- | ---- | ---- | ---- | ---- | ---- | ---- |
| Masters de Augusta   | DNP  | DNP  | CUT  | DNP  | T31  | 1    | T16  | T7   | T9   | T26  |
| U. S. Open           | DNP  | DNP  | CUT  | DNP  | DNP  | CUT  | T8   | T4   | CUT  | T59  |
| Abierto Británico    | T51  | 2    | T13  | T56  | T2   | T3   | T3   | T17  | 69   | 80   |
| Campeonato de la PGA | DNP  | DNP  | DNP  | DNP  | DNP  | T32  | CUT  | T21  | CUT  | T61  |

| Torneo               | 1990 | 1991 | 1992 | 1993 | 1994 | 1995 | 1996 | 1997 | 1998 | 1999 |
| -------------------- | ---- | ---- | ---- | ---- | ---- | ---- | ---- | ---- | ---- | ---- |
| Masters de Augusta   | T7   | T32  | T31  | 1    | T25  | T31  | T36  | T7   | T39  | T11  |
| U. S. Open           | CUT  | CUT  | T23  | CUT  | T23  | T36  | DQ   | CUT  | CUT  | DNP  |
| Abierto Británico    | T48  | T9   | T59  | 3    | T60  | T24  | WD   | T38  | CUT  | T18  |
| Campeonato de la PGA | CUT  | CUT  | T40  | CUT  | T25  | DNP  | 76   | T23  | DNP  | T61  |

| Torneo               | 2000 | 2001 | 2002 | 2003 | 2004 | 2005 | 2006 |
| -------------------- | ---- | ---- | ---- | ---- | ---- | ---- | ---- |
| Masters de Augusta   | T28  | T6   | T32  | CUT  | T4   | T20  | CUT  |
| U. S. Open           | CUT  | T40  | T35  | T42  | DNP  | T33  | DNP  |
| Abierto Británico    | T11  | T3   | T28  | CUT  | DNP  | T5   | CUT  |
| Campeonato de la PGA | T46  | CUT  | T23  | T57  | T66  | T47  | CUT  |

DNP = No jugó

WD = Lesión

DQ = Descalificado

CUT = Falló el corte

"T" indica puesto compartido.

El fondo verde señala las victorias. El fondo amarillo indica los puestos en el top-10.